# Jasper, der Pinguin
Jasper, der Pinguin (französisch Jasper le pingouin) ist eine französisch-deutsche Zeichentrickserie, welche von 2002 bis 2003 von dem Unternehmen Toons’n’Tales produziert wurde.

## Handlung
Ein neugieriger Pinguin namens Jasper lässt sich eines Tages auf einer Eisscholle auf das Meer hinaus treiben, um die Welt zu erkunden. Nachdem er an einem Hafen einer kleinen Stadt ankommt,
lernt er ein kleines Mädchen namens Emma kennen. Jasper lebt seitdem in einem Abstellraum eines Ladens. Da Jasper keinerlei Erfahrung mit dem Leben in einer Stadt hat, stehen ihm immer wieder Probleme bevor, welche er allerdings mit Hilfe von Emma und anderen Stadtbewohnern löst.

## Kinofilm
Am 2. Oktober 2008 hatte der computeranimierte Kinofilm Jasper und das Limonadenkomplott Premiere, an dem unter anderem der Schauspieler Christoph Maria Herbst als Synchronsprecher mitwirkte. Das Lexikon des internationalen Films zog dazu das Fazit:

„Liebevoll gestalteter Animationsfilm fürs jüngste Publikum mit niedlichen Helden, witzigen Missgeschicken und gemäßigten Verfolgungsjagden. Eine spielerisch aufbereitete Mischung aus weltoffener Toleranz und globalem Zusammenhalt, bei der Tier und Mensch ihre Erfahrungen mit Freundschaft, der Fremde und ihren Gefahren machen.“

## Belege
1. ↑  Kathrin Häger: Jasper und das Limonadenkomplott. Kritik. In: Filmdienst. Abgerufen am 30. Dezember 2023.